# Le Fleix
Le Fleix é uma comuna francesa na região administrativa da Nova Aquitânia, no departamento Dordonha. Estende-se por uma área de 18 km². Em 2010 a comuna tinha 1 532 habitantes (densidade: 85,1 hab./km²).